# Володимир Барањук
Володимир Анатолијович Барањук (укр. Володимир Анатолійович Баранюк; 1974) јесте пуковник Војно-поморских снага Украјине и бивши командант 36. бригаде маринаца. Проглашен је Херојем Украјине током битке за Маријупољ 2022. године као командант одбране граде.

## Биографија
Војну каријеру је започео 2000. године у 1. батаљону Војно-поморских снага на Криму.
Године 2012. у чину мајора учествовао је на курсевима о очувању мира за нареднике посебног батаљона украјинске морнарнице. Курсеве је организовала британска група војних саветника и инструктора.
Године 2014. био је заменик команданта 1. батаљона маринаца у Феодосији.
Од априла 2015. године био је командант батаљона маринаца, а од новембра 2020. године је заменик команданта бригаде маринаца. Од септембра 2021. године је командант 36. бригаде маринаца.

### Битка за Маријупољ
Током инвазије Русије на Украјину и битке за Маријупољ 2022. године, Барањук је био један од команданата одбране града.
Председник Володимир Зеленски је 19. марта 2022. године доделио звање Хероја Украјине командантима две јединице које су браниле Маријупољ — Володимиру Барањуку и команданту неонацистичког пука Азов Денису Прокопенку.
Након што је са малом групом маринаца покушао да избије из окружења из фабрике Иљич, Барањук и његова група су заробљени од стране руских снага и од тада се налази у заробљеништву.